# Up Close & Personal
Up Close & Personal is een Amerikaanse romantische dramafilm uit 1996, geregisseerd door Jon Avnet en geproduceerd door Jordan Kerner en David Nicksay. De hoofdrollen worden vertolkt door Robert Redford, Michelle Pfeiffer en Stockard Channing.

## Verhaal
De film vertelt het verhaal van Jessica Savitch, een nieuwslezeres die in de jaren 70 de eerste vrouwelijke "anchor" werd. Ze wordt onder de vleugels van Warren genomen, en wordt een tv-ster. Ondanks haar liefde voor Warren neemt ze een groot risico door naar Philadelphia te verhuizen. Hij volgt haar om haar carrière te redden. Dit gaat ten koste van zijn eigen carrière.

## Rolbezetting
| Acteur            | Personage             |
| ----------------- | --------------------- |
| Robert Redford    | Warren Justice        |
| Michelle Pfeiffer | Sally "Tally" Atwater |
| Stockard Channing | Marcia McGrath        |
| Joe Mantegna      | Bucky Terranova       |
| Kate Nelligan     | Joanna Kennelly       |
| Glenn Plummer     | Ned Jackson           |
| James Rebhorn     | John Merino           |
| Scott Bryce       | Rob Sullivan          |
| Raymond Cruz      | Fernando Buttanda     |
| Dedee Pfeiffer    | Luanne Atwater        |
| Miguel Sandoval   | Dan Duarte            |
| Noble Willingham  | Buford Sells          |
| James Karen       | Tom Orr               |
| Brian Markinson   | Vic Nash              |